# 더 브레이브
더 브레이브(True Grit)는 2010년 공개된 미국의 서부 영화이다. 코언 형제가 감독을, 스티븐 스필버그가 제작 총지휘를 각각 맡았다. 1969년 존 웨인 주연의 영화 《진정한 용기》를 리메이크한 작품으로, 찰스 포티스의 소설 《트루 그릿》을 원작으로 한다.

## 줄거리
14세 소녀 매티 로스는 아버지의 살해범인 톰 체니를 쫓기 위해 술에 쩔어 있지만 뛰어난 총잡이인 루스터 코그번을 고용한다. 동시에 텍사스 레인저 라보프도 체니를 쫓고 있었는데, 그는 코그번과 개인적인 불화가 있다. 매티는 아버지의 복수를 위해 반드시 코그번과 동행하려 한다.
코그번은 처음에는 매티를 탐탁치 않아 하지만, 그녀의 집요함에 결국 동행하게 된다. 라보프 역시 체니를 잡기 위해 코그번과 협력하려 하지만, 매티는 체니가 텍사스가 아닌 아칸소에서 처벌받기를 원해 반대한다. 결국 코그번은 매티를 두고 라보프와 함께 떠나지만, 매티는 그들을 따라잡는다.
세 사람은 함께 체니를 추적하던 중, 범죄자들과 마주치고, 이 과정에서 라보프는 부상을 입는다. 코그번과 라보프는 서로 의견 차이를 보이며 갈등하지만, 매티는 포기하지 않는다. 코그번과 라보프는 매티와 함께 다시 체니를 찾아나서고, 술에 취한 코그번은 추적을 포기하려 하지만, 라보프는 다시 돌아온다.
매티는 홀로 물을 뜨러 갔다가 체니와 마주치게 되고, 총을 쏘지만 오히려 체니에게 붙잡히고 만다. 체니는 매티를 인질로 삼지만, 라보프가 나타나 체니를 기절시킨다. 그 사이 코그번은 체니의 동료들과 총격전을 벌이고, 라보프의 도움으로 가까스로 이긴다. 체니는 다시 깨어나 라보프를 공격하지만, 매티가 총으로 그를 사살한다.
총격전 과정에서 매티는 뱀에 물리고, 코그번은 그녀를 살리기 위해 온 힘을 다해 그녀를 치료할 의사를 찾아 떠난다. 그녀가 깨어났을 때 코그번은 이미 사라진 뒤였고, 매티는 팔을 절단하게 된다.
25년 후, 매티는 코그번이 서부 쇼에 출연한다는 소식을 듣고 그를 찾아가지만, 그가 쇼에 도착하기 3일 전에 사망했다는 것을 알게 된다. 결국 매티는 코그번의 시신을 자신의 가족 묘지에 안장하며 영화가 끝난다.

## 출연

### 주연
- 맷 데이먼 : 라 뷔프 역
- 제프 브리지스 : 루스터 카그번 역
- 조슈 브롤린 : 톰 채니 역
- 배리 페퍼 : 럭키 네드 펩퍼 역
- 헤일리 스테인펠드 : 매티 로스 역

### 조연
- 데이킨 매튜스 : 스톤힐 역
- 엘리자베스 마벨 : 40살 매티 역
- 도널 글리슨 : 문 역
- 폴 래 : 에맷 퀸시 역
- 레온 러솜 : 보안관 역

### 단역
- 자라스 콘로이 : 언더테이커 역
- 로이 리 존스 : 야넬 역
- 에드 코빈 : 곰 머리탈 남자 역
- 브루스 그린 : 해롤드 파말리 역
- 캔디스 힝글
- 피터 량 : 미스터 리 역
- 돈 펄 : 콜 영거 역
- 조 스티븐스 : 반대 심문 변호사 역
- 데이빗 림먼
- 제이크 워커
- 올랜도 스톰 스마트
- 니콜라스 새들러
- 스콧 소워스
- 조나단 조스
- 매기 A. 굿맨
- 브랜던 샌더슨
- 루벤 나카이 캠파나
- 브라이언 브라운
- 마르첼로 머피
- 메리 안젤론
- 고팔 비다리
- 테드 퍼거슨
- 스콧 플릭
- 마르티나 그리핀
- 코디 존스

## 기타
- 원작자: 찰스 포티스
- 조감독: 박 들로르므
- 미술: 제스 곤처
- 세트: 낸시 헤이그
- 의상: 메리 조프레즈
- 분장부문: 케이 게오기우
- 분장부문: 로빈 마이리아 헤처
- 분장부문: 헤더 헨리
- 분장부문: 메러디스 존스
- 분장부문: 미시 리젠비
- 분장부문: 쉬러 무어
- 분장부문: 조 리베라
- 분장부문: 조디 셰퍼
- 분장부문: 크리스티엔 팅슬리
- 분장부문: 크리스티엔 팅슬리
- 배역: 엘렌 체노워스
- 프로덕션매니저: 카렌 루스 겟첼

## 제작
기획은 2008년 2월경에 루머로 돌았으며, 2009년 3월까지 확인되지 않았다. 본작의 각본은 아버지를 살해당한 소녀의 관점이 되고, 1969년 판보다 원작에 가깝다.
2009년 11월 마티 로스 역에 캐스팅 선발이 텍사스에서 열렸으나, 15,000명의 경쟁을 뚫고 헤일리 스타인필드 (당시 13살)로 결정되었다.
촬영은 2010년 3월부터 4월까지 텍사스주 그레인저 및 오스틴과 뉴멕시코주 산타페에서 진행되었다.

## 평가

### 흥행 성적
2010년 12월 22일 미국과 캐나다에서 개봉해 첫 주말 3일 동안 2,483만 443달러를 벌고 첫 등장 2위를 차지했다. 2011년 2월 24일까지 북아메리카에서 1억 6,479만 7,553 달러를 벌어 들였으며, 코언 형제 감독 작품에서는 최대의 히트작이 되었다. 또한 서부 영화로는 《늑대와 춤을》에 이어 역대 2위의 북아메리카 흥행 수익이다.

### 비평
영화는 매우 좋은 평을 받았으며, 로튼토마토에서는 96% 기록했다.